# Colette von Corbie

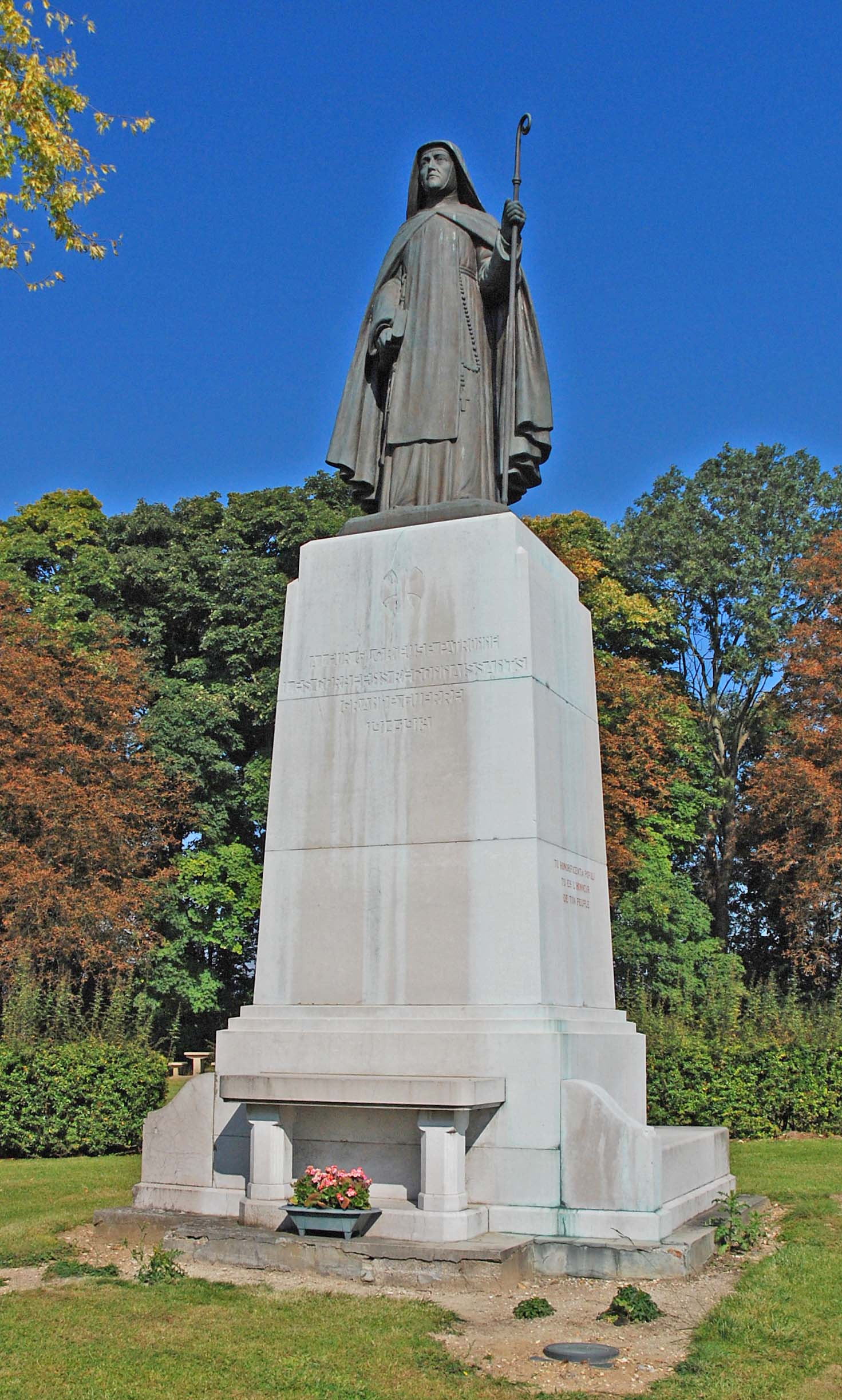
Skulptur der heiligen Colette zwischen Albert (Somme) und Corbie

Colette von Corbie (* als Nicolette Boilet [auch: Boellet oder Boylet] 13. Januar 1381 in Corbie; † 6. März 1447 in Gent) war eine französische Äbtissin und Erneuerin des Ordens der Klarissinnen, indem sie die Colettinischen Klarissen (lateinisch: Ordo Sanctae Clarae reformationis ab Coleta – O.S.C.Col. – deutsch: Arme Klarissen) gründete. Sie ist eine Heilige der römisch-katholischen Kirche, seliggesprochen am 23. Januar 1740 durch Papst Clemens XII. und heiliggesprochen durch Papst Pius VII. am 24. Mai 1807. Ihr kirchlicher Gedenktag ist ihr Todestag, der 6. März. Sie wird angesehen als Patronin werdender Mütter und kranker Kinder.

## Leben
Colette wuchs in einfachen Verhältnissen auf – ihr Vater Robert Boellet war als Zimmermann beim nahegelegenen Benediktinerkloster beschäftigt. Zeitgenössische Biografen behaupten, dass die Mutter schon 60 Jahre alt war, als sie nach Gebeten zum heiligen Nikolaus ihr Kind bekam.
Nach dem Tod ihrer Eltern im Jahr 1399 wurde sie Begine, dann Benediktinerin und schließlich trat sie in den Orden der Klarissen ein. Dort war sie bestürzt von mangelnder Disziplin, vom Erkalten der monastischen Ideale und vom Aufweichen des strengen Armutsgebots, die in der Regel der heiligen Klara, der Ordensgründerin, festgeschrieben waren. Sie erhielt vom avignonesischen Papst Benedikt XIII. die Erlaubnis, die Klöster des Ordens zu reformieren und sie neu zu gründen mit dem Ziel, die ursprüngliche Härte der Klosterregeln wiederherzustellen. Nachdem sie versucht hatte, die Reform im Kloster von Baume-les-Messieurs anzuwenden, beschloss sie 1410, in Besançon ein neues Kloster nach ihren Reformregeln zu gründen. 1447 hielt sie sich im Kloster von Gent auf, einem von siebzehn Klöstern, die sie gegründet hatte, wo sie verstarb.

## Nachweise
1. ↑  Website zu St. Colette (Memento vom 5. April 2012 im Internet Archive) (englisch)
2. ↑  Catholic Encyclopedia (englisch)

| Personendaten    | Personendaten                                                                                |
| ---------------- | -------------------------------------------------------------------------------------------- |
| NAME             | Colette von Corbie                                                                           |
| ALTERNATIVNAMEN  | Boellet, Nicolette; Boillet, Nicolette; Boylet, Colette; Coleta de Corbie; Colette de Corbie |
| KURZBESCHREIBUNG | französische Ordensgründerin, Heilige                                                        |
| GEBURTSDATUM     | 13. Januar 1381                                                                              |
| GEBURTSORT       | Corbie                                                                                       |
| STERBEDATUM      | 6. März 1447                                                                                 |
| STERBEORT        | Gent                                                                                         |